# Dubrynyczi (stacja kolejowa)
Dubrynyczi (ukr. Дубриничі, węg. Bercsényifalva, cz. Dubriniče) – stacja kolejowa w miejscowości Dubrynyczi, w rejonie użhorodzkim, w obwodzie zakarpackim, na Ukrainie. Położona jest na linii Sambor – Czop.

## Historia
Stacja powstała w 1893, gdy tereny te należały do Austro-Węgier i początkowo nazywała się Bercsényifalva. W okresie przynależności tych okolic do Czechosłowacji nosiła nazwę Dubriniče.